# Mercedes-Benz W180
El Mercedes-Benz W180 fue un automóvil de lujo del segmento E que estuvo en el mercado entre 1953 y 1957. A este Mercedes también se le llamaba Ponton por su diseño de berlina.
- Cilindrada: 1.767 cm³ Potencia: 52 CV (38 kW) a 4.000 rpm
- Cilindros: 4
- Velocidad máxima: 126 Km/h
- Unidades producidas: 51.907 unidades

El resultado es un turismo extraordinariamente amplio, aerodinámico y rígido a la torsión para su época, que marca la pauta en el desarrollo durante los decenios siguientes. El modelo con motor de cuatro cilindros y designación 180 se completa en 1954 con el 180 D con motorización diésel. Estos vehículos pertenecen a la categoría media alta y son por tanto los antepasados directos de la Clase E de Mercedes-Benz. El nombre Mercedes «Ponton» con que se conocen el 180 y los modelos derivados se debe a su característico diseño.
El actual Mercedes 180 no tiene nada que envidiar a su predecesor, el monovolumen y el compacto.

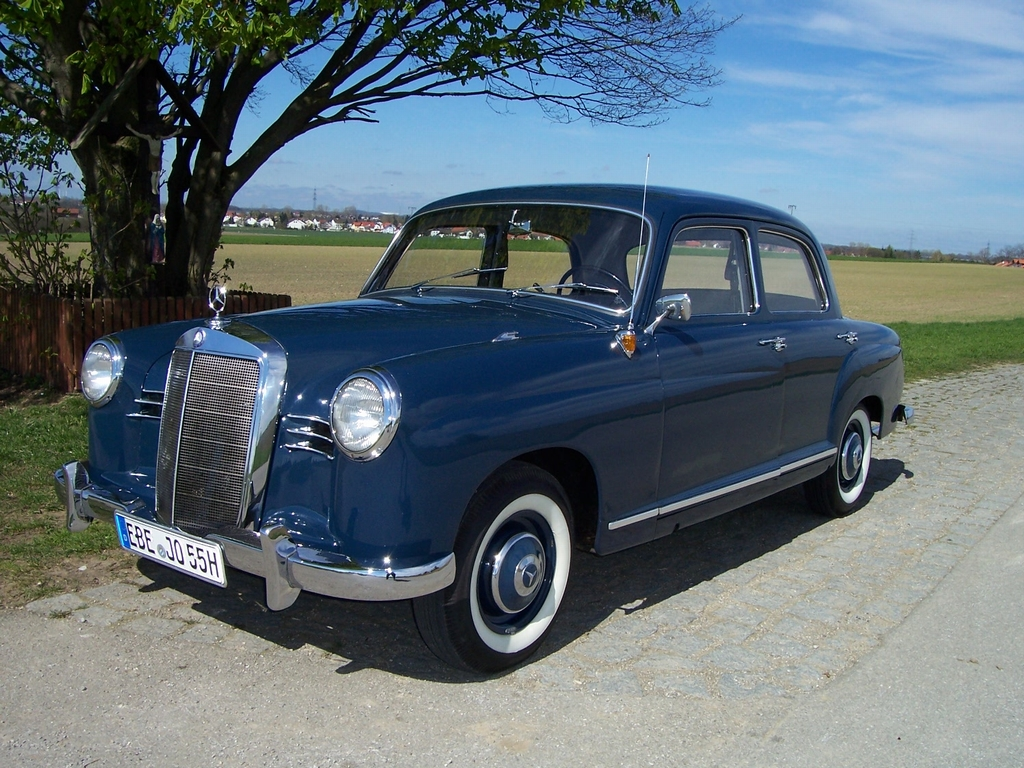
Mercedes-Benz W180 Ponton azul
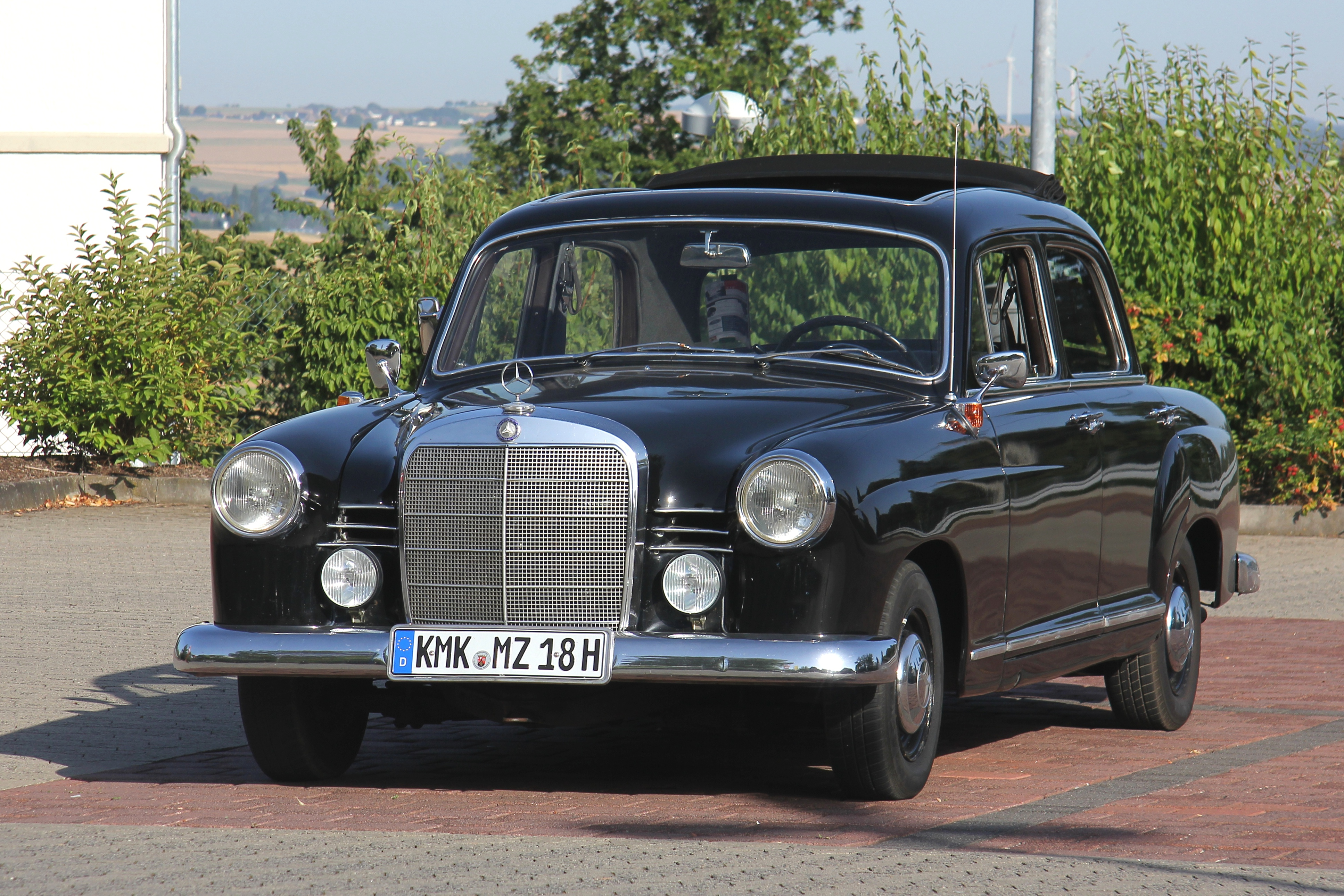
Mercedes-Benz W180 Ponton negro descapotable
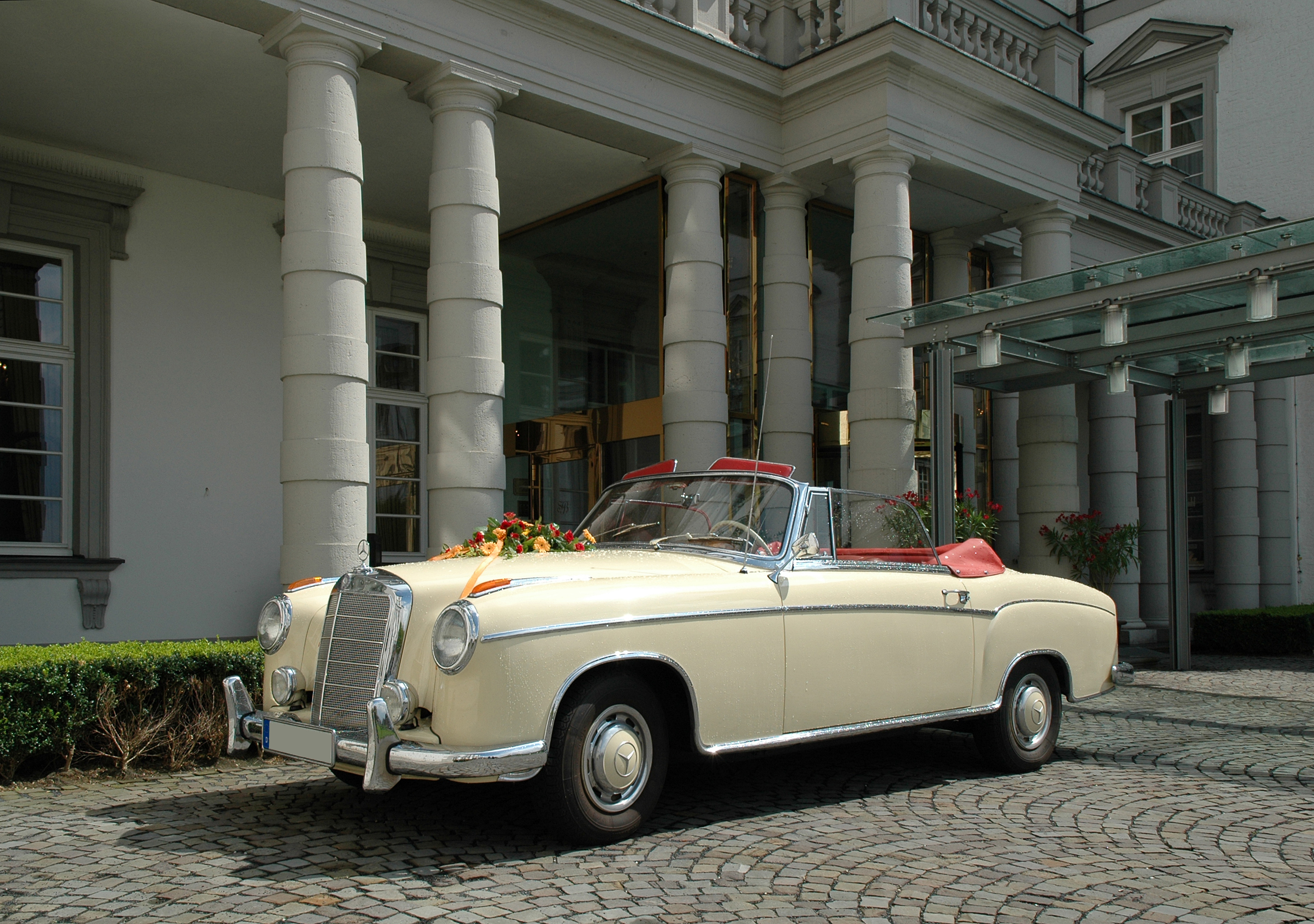
Mercedes-Benz W180 cabriolé
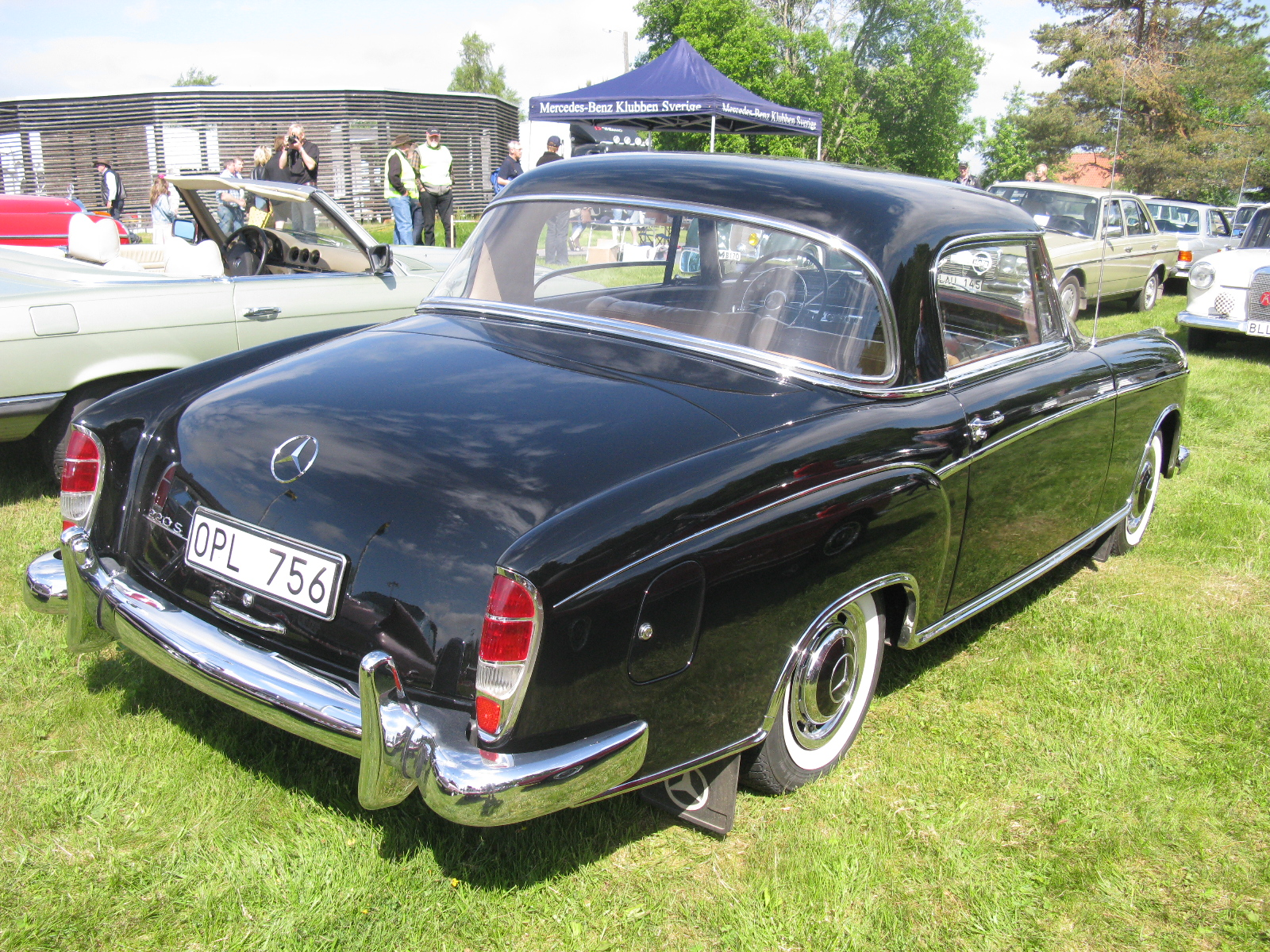
Mercedes-Benz W180 Coupé